# Odilienberg
Der Odilienberg (auch St. Odilienberg, französisch Mont Sainte-Odile) erhebt sich im Elsass in der Nähe der Ortschaften Obernai (deutsch Oberehnheim) und Barr, Département Bas-Rhin, am Ostrand der Vogesen auf eine Höhe von 763 m über der Oberrheinebene und wird von Kloster Hohenburg gekrönt.

## Natur

### Geologie

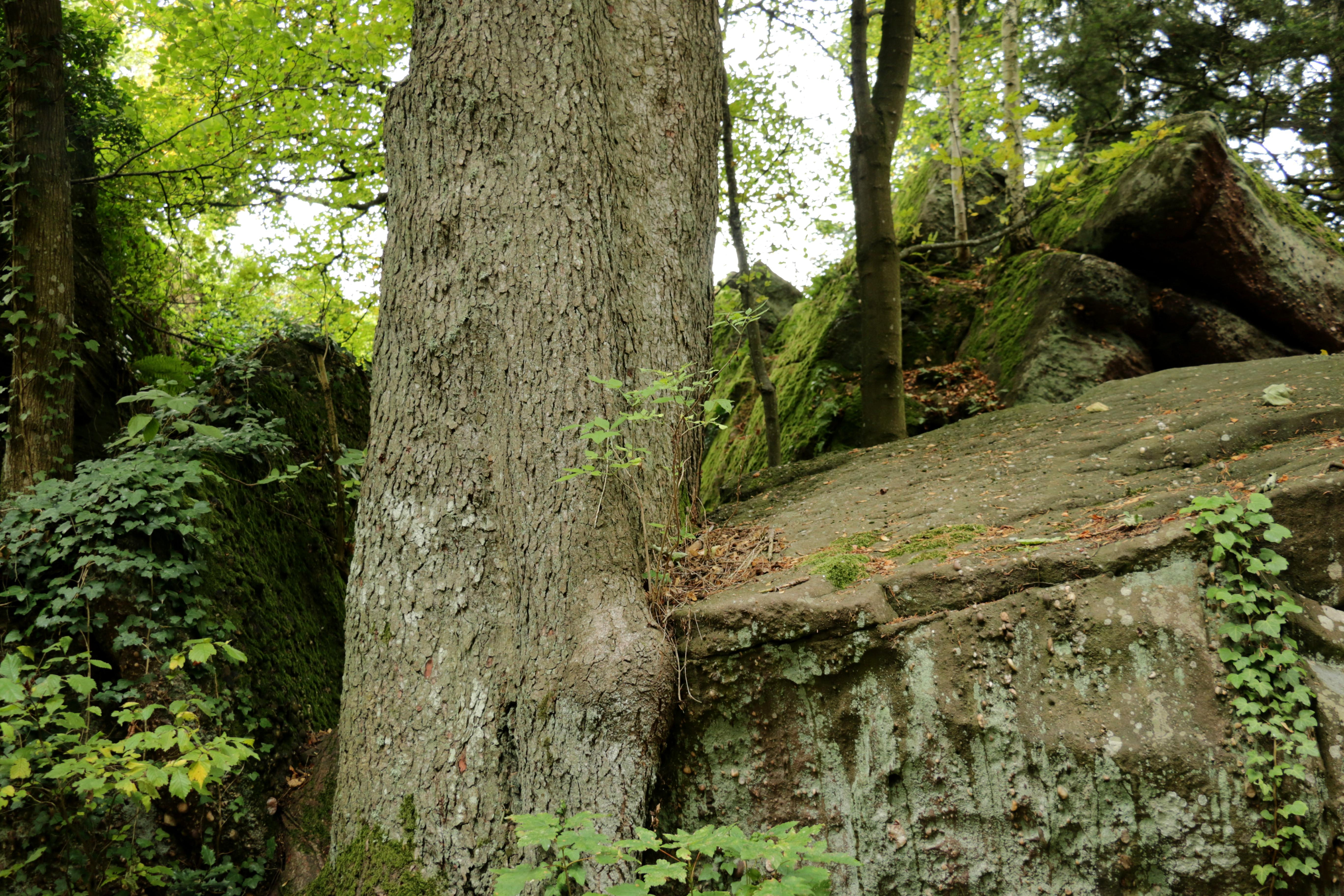
Buntsandstein-Felsen auf dem Odilienberg

Die Geologie des Odilienberges wird durch mehrere Meter hohe Buntsandstein-Felsen geprägt.

### Flora

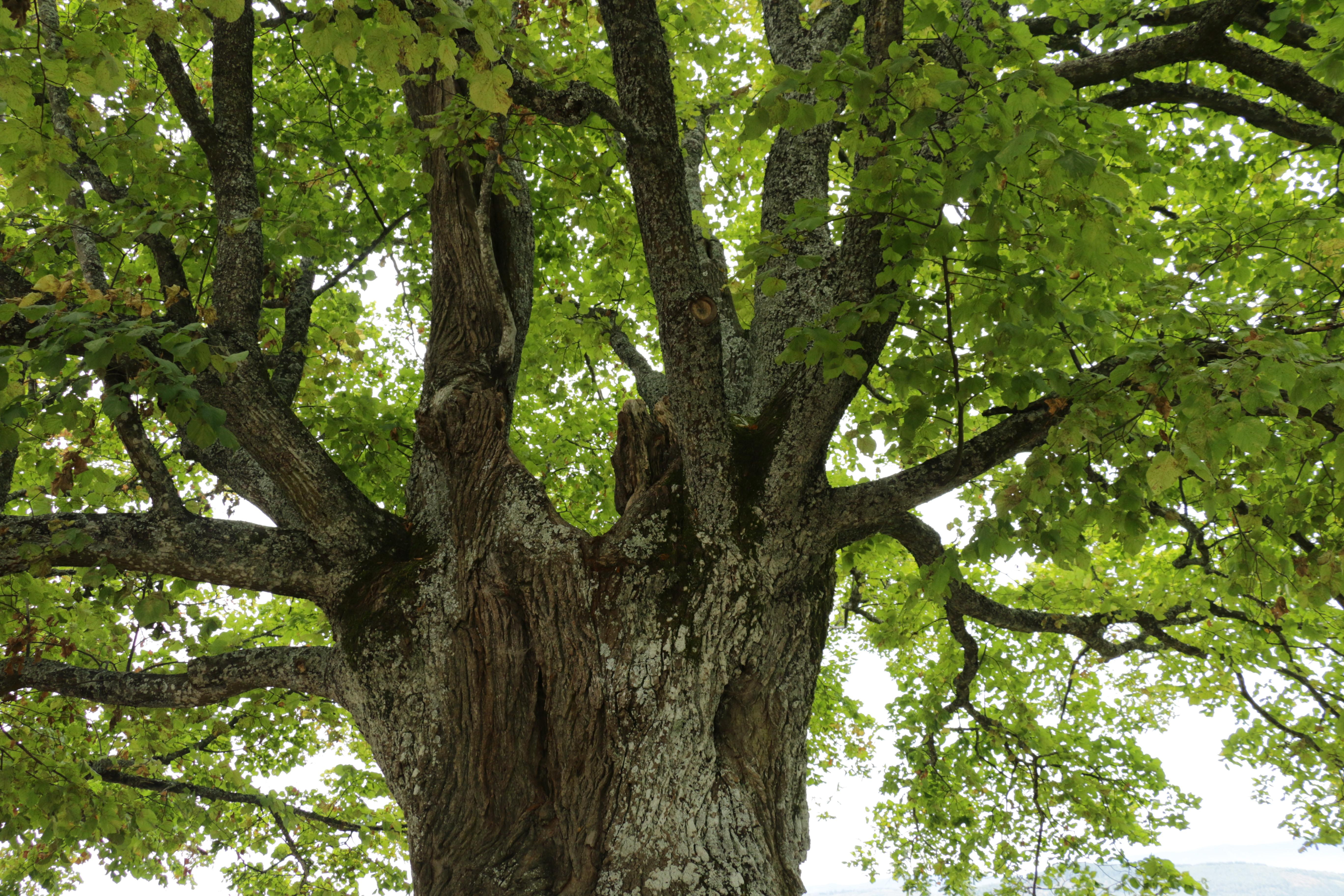
Alte Sommerlinde auf dem Odilienberg

Der Odilienberg ist vor allem mit forstlich genutztem Wald bedeckt; Traubeneiche und Waldkiefer herrschen darin vor. Stellenweise wird der Wald auch von alten Weißtannen gebildet. In der Klosteranlage sind alte Sommerlinden erhalten geblieben.

## Geschichte

### Heidenmauer

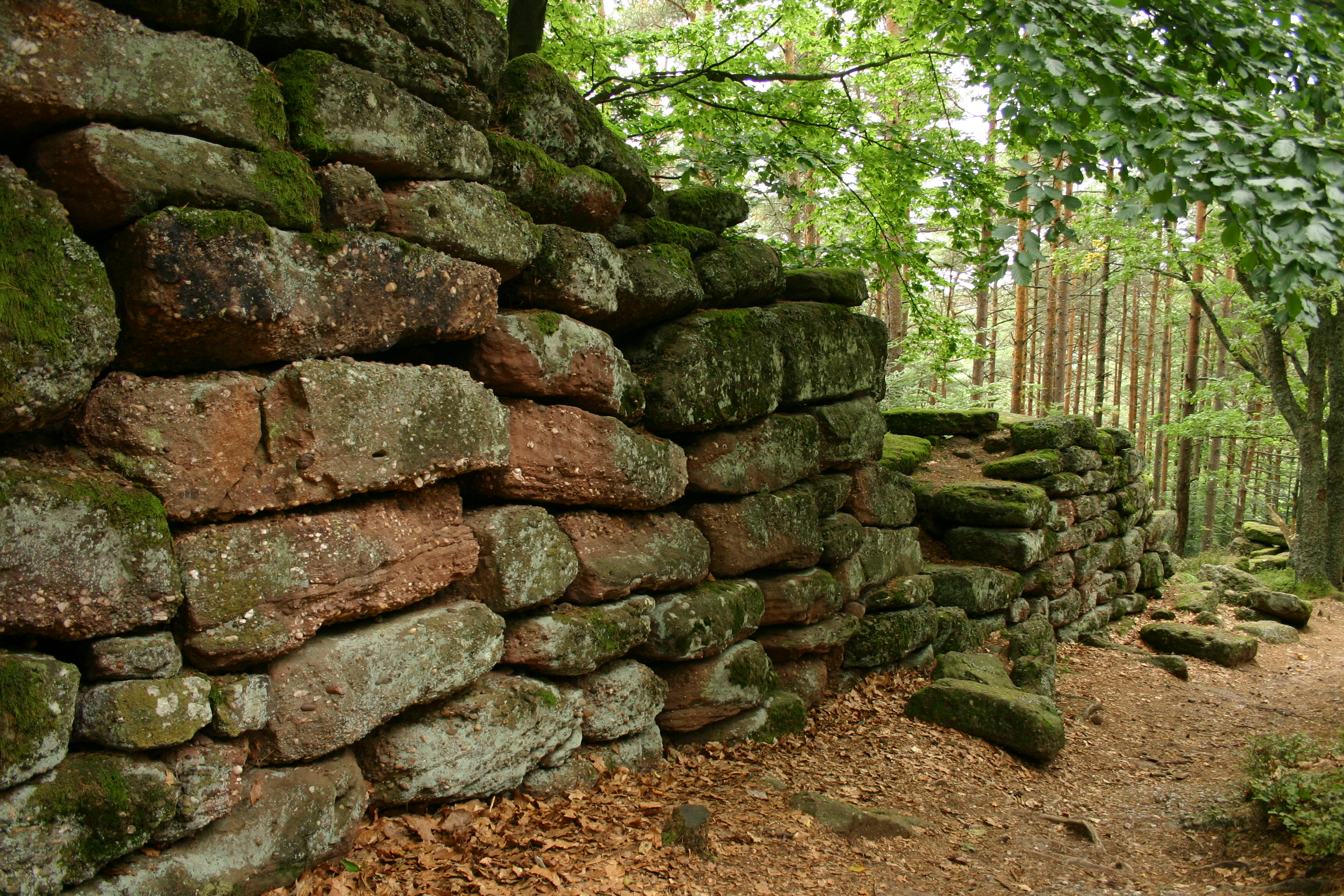
Heidenmauer

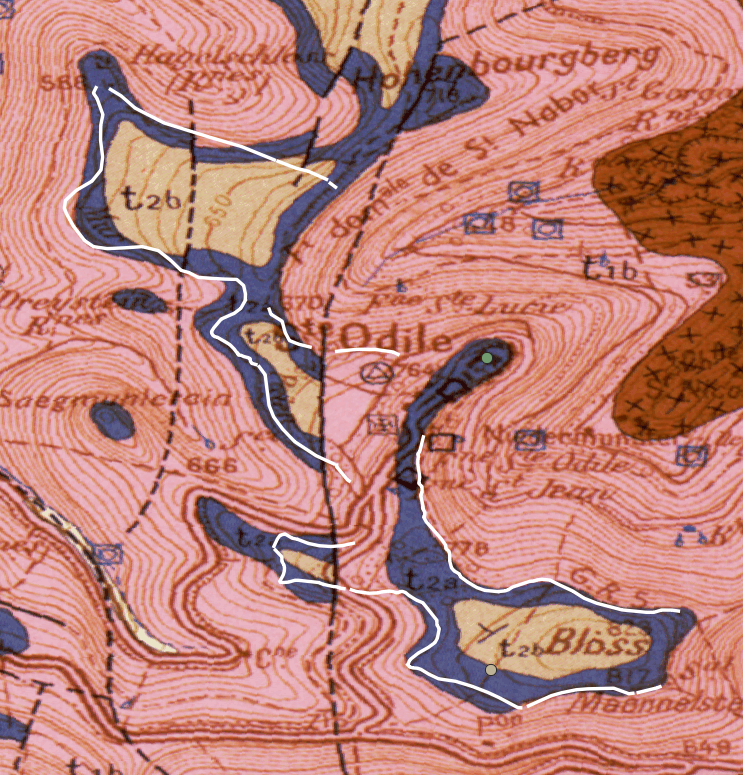
Lage der Heidenmauer (weiße Linien) relativ zur geologischen Karte (blau: Triassische Konglomerate)

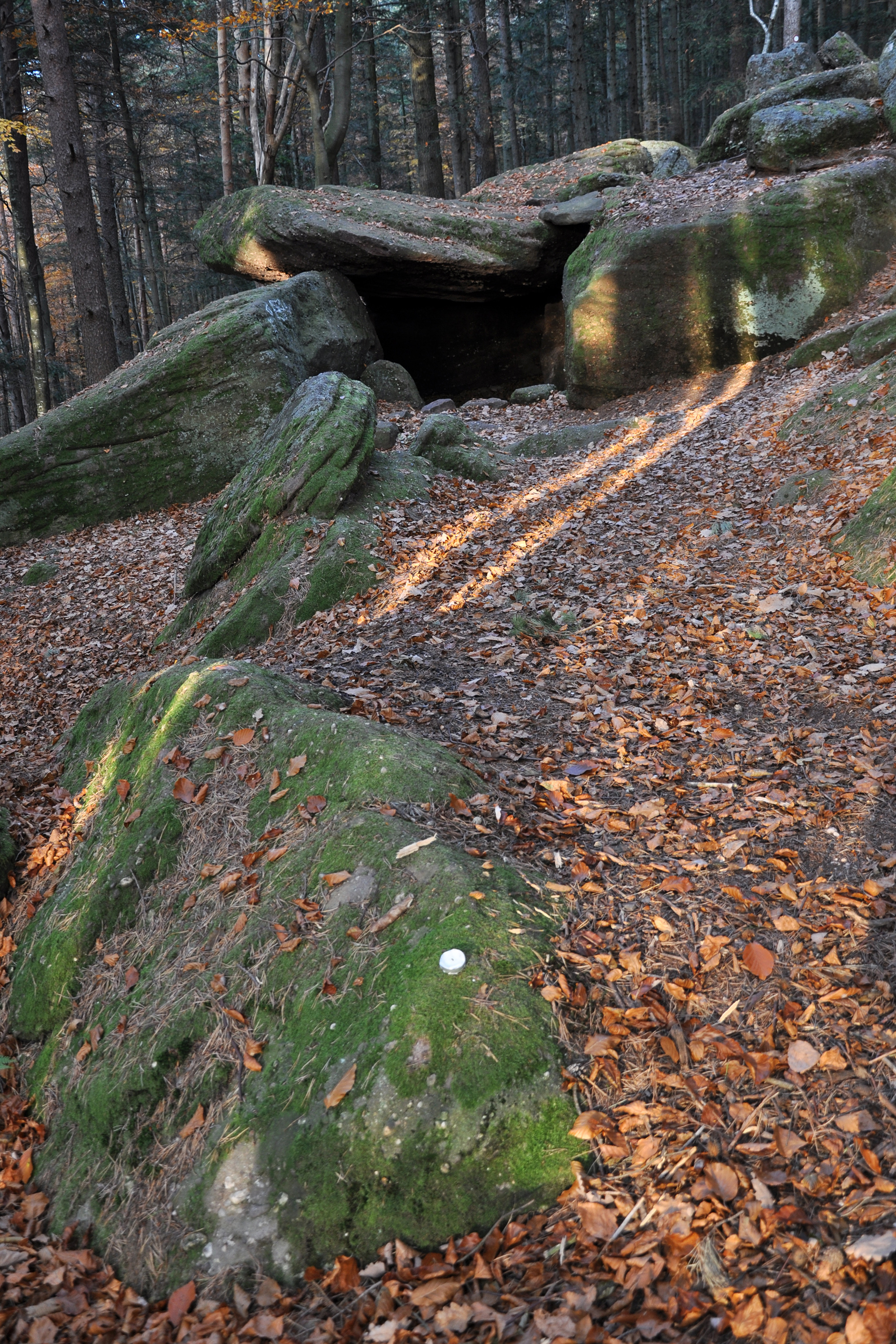
Grotte in der Heidenmauer

Um die Abhänge des Berges herum zieht sich die sogenannte Heidenmauer (frz.: mur païen), eine mehr als 10 km lange Schutzmauer, die lange für prähistorisch gehalten wurde. Aktuelle Untersuchungen (publiziert im Jahr 2003, dendrochronologisch und nach der C14-Methode) von wiederaufgefundenen Eichenholzklammern, mit denen die Steine der Mauer verbunden waren, datieren diese Klammern zweifelsfrei in das letzte Viertel des 7. oder das beginnende 8. Jahrhundert n. Chr. Eventuell stammen sie aus einer Reparaturphase, denn eine so späte Entstehung der Gesamtanlage war bisher nicht ernsthaft in Betracht gezogen worden. Generell folgt die Mauer dem Auftreten der Konglomerate, aus der sie erbaut wurde, um den Transportaufwand der schweren Steinblöcke zu minimieren.
Auf dem Berg und in der Region finden sich zahlreiche keltische Zeugnisse. Aus der römischen Epoche ist das römische Tor erhalten.

### Kloster
Das Kloster wurde im 7. Jahrhundert von Odilia, einer Tochter des fränkischen Herzogs Eticho, in der Hohenburg errichtet, die ihr von ihrem Vater zu diesem Zweck überlassen worden war. Der Ort wurde bis ins Mittelalter als Frauenkloster genutzt und später nach der heiligen Odilia, der Klostergründerin und Schutzpatronin des Elsass, benannt.
Ihre Reliquien werden seit dem 7. Jahrhundert dort aufbewahrt.
Einen besonderen Stellenwert hat bis heute das Kloster Odilienberg im Elsass für die Habsburger, da dort die Reliquien der heiligen Ottilie aufbewahrt werden. Den Habsburgern gilt die adelige Frau aus dem fränkischen Geschlecht der Etichonen als Stammmutter ihrer Dynastie.
Der Odilienberg ist heute der bedeutendste Wallfahrtsort im Elsass. Das Kloster führt kirchliche Seminare durch und unterhält einen Hotelbetrieb.
Unterhalb des Klosters entspringt in einer Felsgrotte eine Quelle, deren Ursprung auf die Heilige Odilie zurückgeführt wird. Der Sage nach schlug sie mit ihrem Wanderstab auf den Felsen, um einem Leprakranken zu helfen, der dort erschöpft ruhte. Dabei soll die Wunderquelle aus dem Felsen entsprungen sein. Die Quelle, deren Wasser die Heilung von Augenerkrankungen nachgesagt wird, trägt den Namen der Heiligen Odilie.

### Flugzeugabsturz
Beim Absturz eines Airbus A320 der Air Inter am 20. Januar 1992 (Air-Inter-Flug 148) in der Nähe des Odilienbergs kamen 87 Menschen ums Leben, neun überlebten. Eine Gedenktafel an der Absturzstelle südlich des Odilienbergs auf dem benachbarten Berg La Bloss (Höhe 826 m) erinnert an das Unglück.

## Umgebung

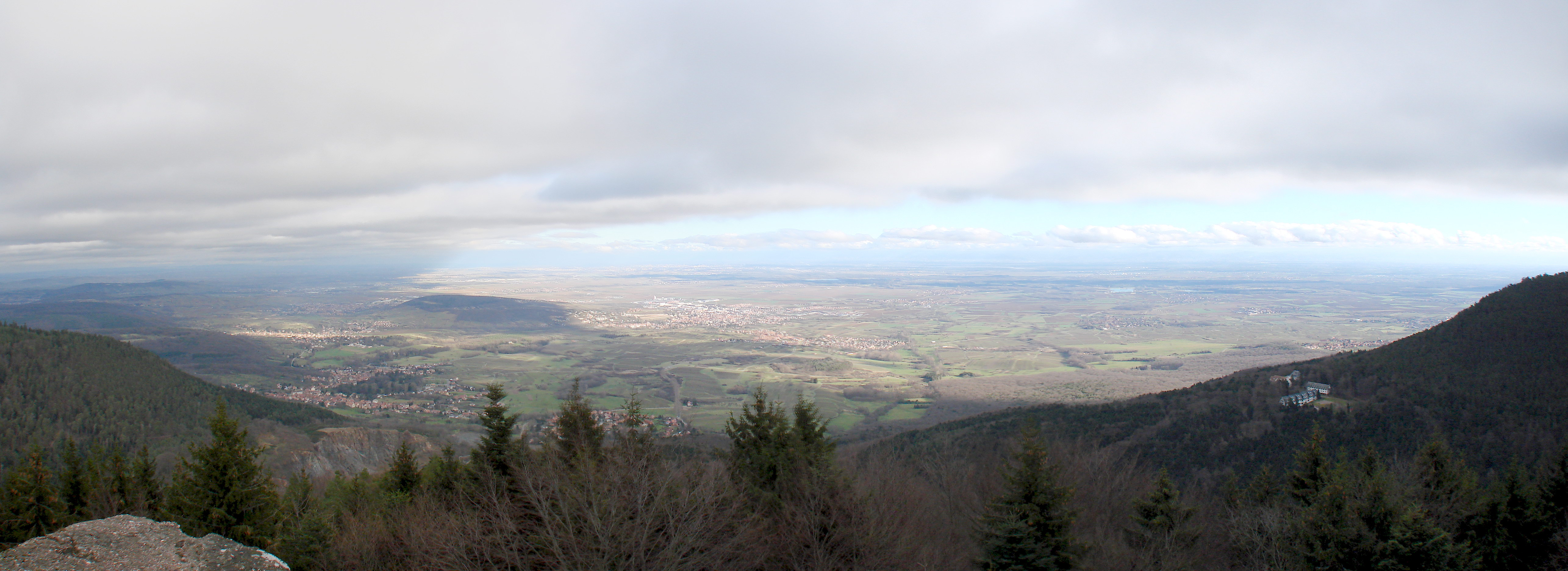
Blick vom Odilienberg nach Osten auf die Rheinebene

Von der Terrasse des Klosters und von den Felsen am Südrand des Odilienberges ergeben sich Fernblicke in das Oberrheinische Tiefland und zu den Höhen des Schwarzwaldes.
Das Massiv des Odilienberges wird im Süden von verschiedenen waldfreien Buntsandsteinfelsen begrenzt: Schafstein, Wachstein, Maennelstein. Es ist außerdem bestückt mit etlichen Burgruinen: Birkenfels, Dreistein, Hagelschloss, Landsberg und die „Ottrotter Schlösser“ Lützelburg und Rathsamhausen.
Zu Füßen des Berges findet sich die Ruine des ebenfalls von Odilia gegründeten Klosters Niedermünster. Als Herberge für Wallfahrer diente auch das Kloster Truttenhausen.